# 松橋 (新潟市)
松橋（まつはし）は、新潟県新潟市南区の町字。郵便番号は950-1243。

## 概要
1889年（明治22年）から現在の大字。中ノ口川下流右岸に位置する。
もとは江戸時代から1889年（明治22年）まであった松橋村の区域の一部で、地名の由来は、中ノ口川対岸の住民が沼沢地の開発に松の粗朶で作った仮橋を架けて通ったことによる。

### 隣接する町字
北から東回り順に、以下の町字と隣接する。
- 中塩俵
- 上塩俵

※中ノ口川を挟んで西区木場、板井と隣接。

## 歴史
天文年間頃に、吉江中務家臣松橋氏による開拓といわれる。

### 年表
- 1889年（明治22年）4月1日 : 合併により根岸村の大字となる。
- 1955年（昭和30年）3月31日 : 合併により白根町の大字となる。
- 1959年（昭和34年）6月1日 : 白根町の市制施行により、白根市の大字となる。
- 2005年（平成17年）3月21日 : 合併により新潟市の大字となる。
- 2007年（平成19年）4月1日 : 新潟市の政令指定都市移行により、南区の大字となる。

## 世帯数と人口
2018年（平成30年）1月31日現在の世帯数と人口は以下の通りである。
| 大字 | 世帯数 | 人口  |
| ---- | ------ | ----- |
| 松橋 | 74世帯 | 245人 |

## 小・中学校の学区
市立小・中学校に通う場合、学区は以下の通りとなる。
| 番地 | 小学校             | 中学校               |
| ---- | ------------------ | -------------------- |
| 全域 | 新潟市立根岸小学校 | 新潟市立白根北中学校 |

## 交通

### 道路
- 新潟県道220号白根亀田線